# Judith Resnik
Judith Arlene Resnik, ameriška inženirka in astronavtka, * 5. april 1949, Akron, Ohio, ZDA, † 28. januar 1986, ob nesreči pri vzletu raketoplana Challenger na odpravi STS-51-L.

Resnikova je leta 1970 diplomirala iz elektrotehnike na Univerzi Carnegie Mellon (Carnegie Mellon University) v Pittsburghu, Pensilvanija. Iz tega področja je leta 1977 doktoriorala na Univerzi Marylanda ( University of Maryland) v College Parku. Po diplomi na Univerzi Carnegie Mellon se je zaposlila v korporaciji RCA, kjer je bila konstrukcijska inženirka. Kasneje je delala za več Nasinih projektov, ki jih je pridobila družba.
Med podiplomskim študijem se je priključila Nacionalnim inštitutom za zdravje (National Institutes of Health) kot biomedicinska inženirka. nato je bila sistemska inženirka pri korporaciji Xerox.
Januarja 1978 so jo izbrali za astronavtko. Kot strokovnjak odprave je v avgustu in septembru 1984 poletela na prvem poletu raketoplana Discovery. Tudi pri nesrečnem poletu Challengerja je bila strokovnjak odprave.
Januarja 2003 je duševno moten študent z motornim jadralnim letalom vrste »Super Dimona« krožil nad visokimi stavbami v bančniškem področju Frankfurta. Grozil je, da se bo zaletel v Evropsko centralno banko in najavil, da hoče opozoriti javnost na usodo Resnikove, njegovo vzornico.